# Tricholoma
Genre

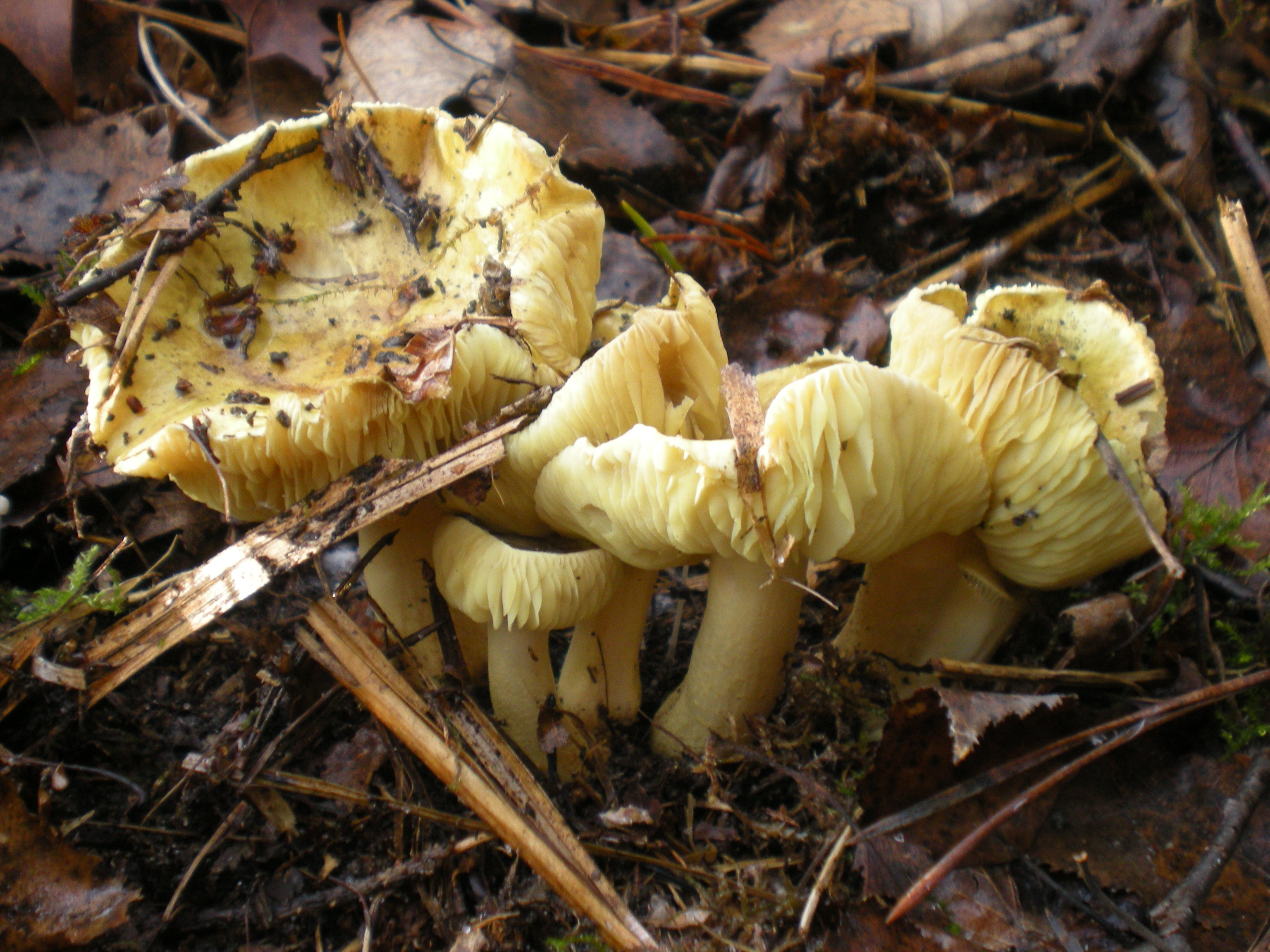
Tricholoma flavovirens

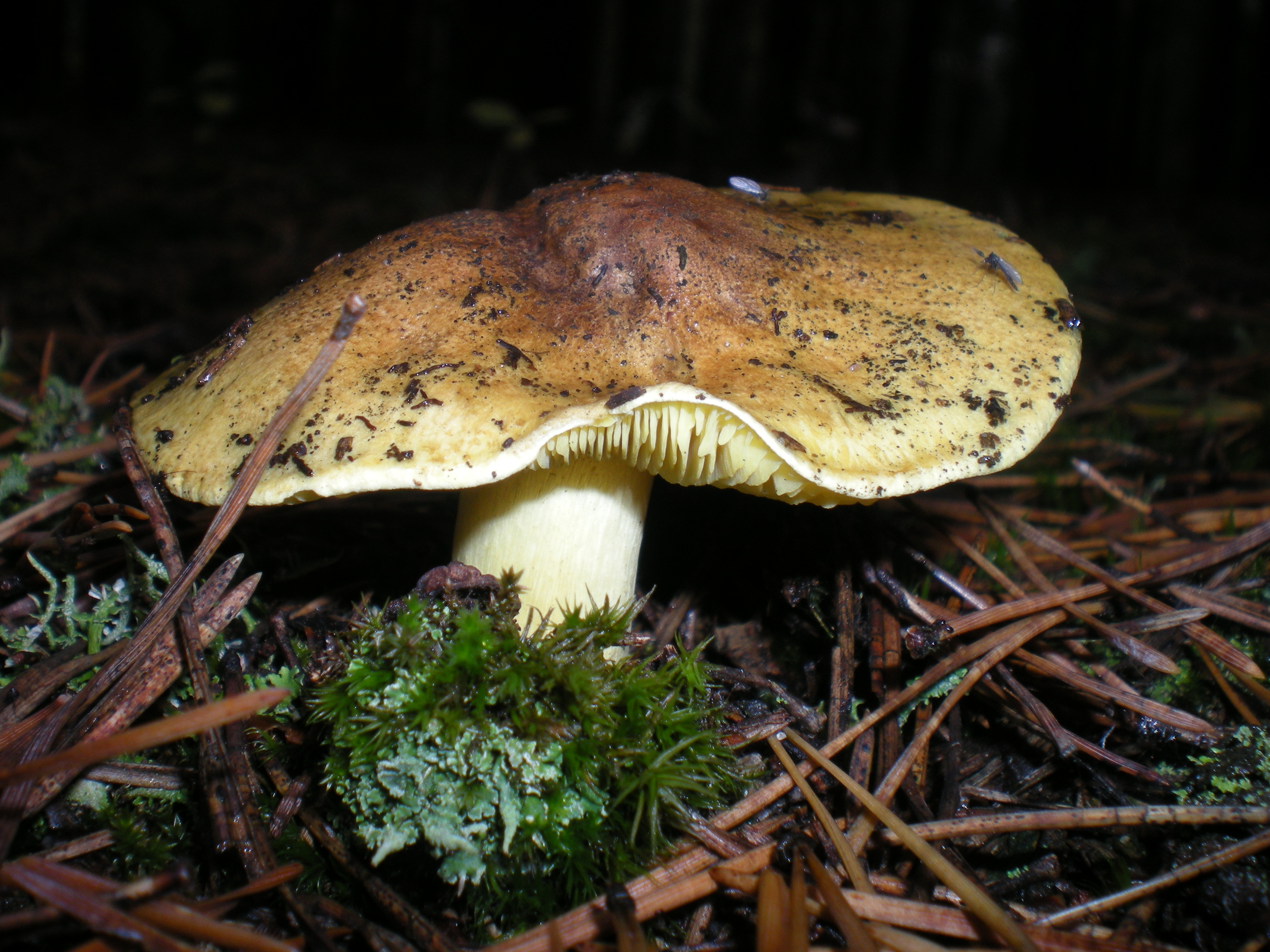
Tricholoma equestre

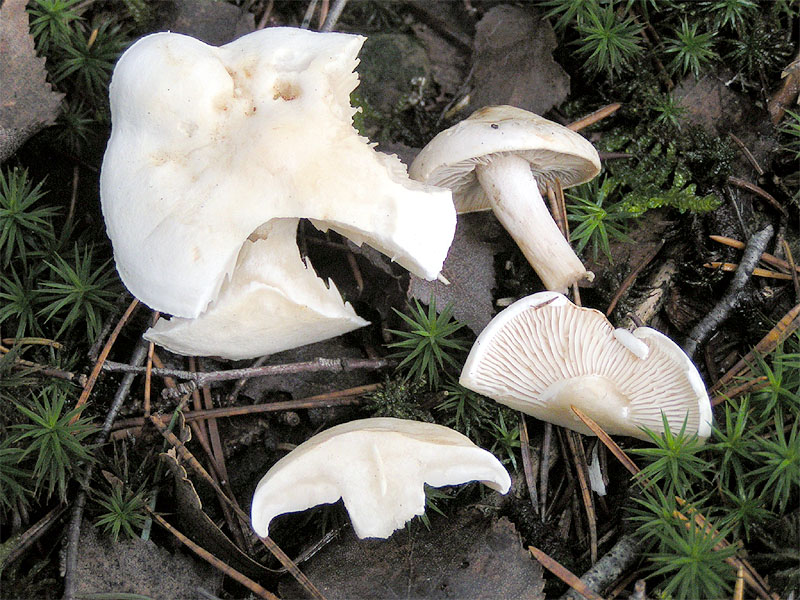
Tricholoma lascivum

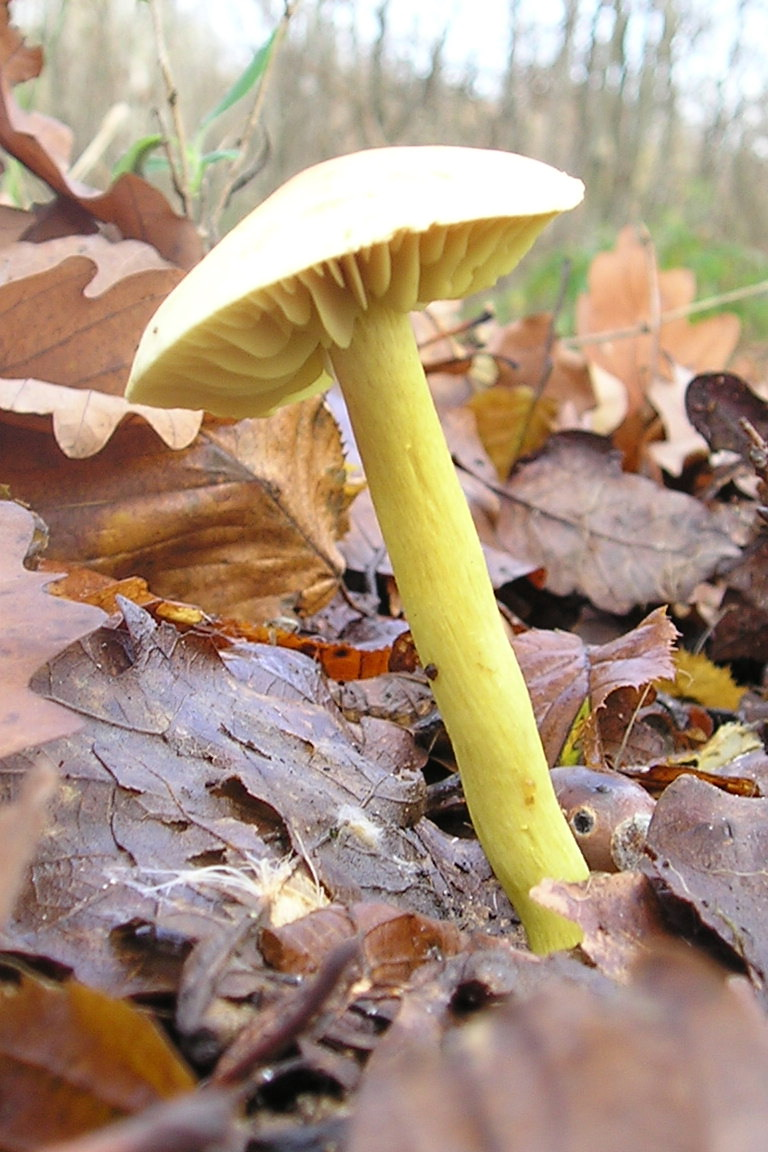
Tricholoma sulphureum

Tricholoma constitue le genre type de champignons basidiomycètes de la famille des Tricholomataceae. Il réunit une centaine d'espèces restantes parmi plus de deux cents qui continuent d'être nommées tricholomes en français, pour désigner des espèces aujourd'hui recombinées dans d'autres genres, voire d'autres familles :  Melanoleuca, Lepista, Lyophyllum, Leucopaxillus, Tricholomopsis...

## Description
Ce sont des champignons à lames souvent échancrées, généralement claires et le restant (sporée blanche ou très pâle), à arête fertile ou à cheilocystides banales ou ne dépassant pas 45 µm. Boucles rares ou nulles. Ce sont des mycorrhyziques terricoles, normalement charnus, de taille moyenne, assez robustes, le plus souvent sans anneau, de taille moyenne, souvent bosselés à l'âge adulte. Cuticule fortement fibrilleuse à squamuleuse ou nettement visqueuse (et pouvant alors être + - glabre). Pigment membranaire dominant. Couleurs variées.
Les quatre critères qui permettent [?] de déterminer un Tricholoma sont : [référence nécessaire] Texture fibreuse
1. Chapeau convexe et plutôt charnu [silhouette tricholomoïde[3]] c'est surtout le fait que la chair du chapeau et du stipe soit confluente, en continuité, difficilement séparable qui est le critère.
2. Lames échancrées ou décurrentes à adnées-marginées
3. Sporée blanche

Leur nom est tiré du grec thrìx, trikhós « poil, cheveu » et loma, lòmatos « ourlet, bordure, frange » = « à bord frangé, à marge velue », bien qu'il ne reste que peu d'espèces à marge velue après l'éclatement du genre friesien. 
La systématique classique y voyait une transition avec les Aphyllophorales par les Hygrophoraceae et les Pleurotaceae.

## Tricholomes, métaux lourds et métalloïdes toxiques
Les Tricholomes sauvages peuvent fortement bioconcentrer certains polluants, dont par exemple le mercure (Hg) chez T. equestre, T. portentosum, T. columbeta et T. terreum (pour le seul mercure le risque pour le consommateur européen semble faible en Europe, à condition que le champignons ait été collecté dans une zone non polluées et géographiquement éloignées des sources d'émission locales ou régionales de pollution ; à titre d'exemple, dans de telles zones en Pologne et en Croatie les teneurs en Hg étaient comprises entre 0,10 ± 0,06 et 0,71 ± 0,34 mg kg−1 de matière sèche dans les « chapeaux » et entre 0,04 ± 0,02 et 0,38 ± 0,13 mg kg−1 dans les « stipes », alors que dans la couche arable on ne trouvait "que" 0,013 ± 0,003 à 0,028 ± 0,006 mg de mercure par kg de matière sèche. 
Selon cette étude, le chapeau bioconcentre le Hg bien plus que les autres parties du champignon, avec des valeurs de facteurs de bioconcentration (FBC) comprises entre 18 ± 7 et 37 ± 18 . Les champignons Tricholoma provenant de zones non polluées du sud et du nord de l'Europe peuvent être considérés comme à faible risque pour la santé du point de vue du seul apport tolérable en Hg, mais ils peuvent aussi bioaccumuler d'autres métaux et métalloïdes toxiques.
En Pologne, les sangliers sauvages (qui sont de grands consommateurs de champignons ; y compris souterrains comme la truffe du cerf) présentent parmi tous les animaux-gibier et non-gibier consommés les taux les plus élevés de mercure dans leurs muscles, mais de manière générale, de 2009 à 2018, on observe une tendance à la baisse depuis l'interdiction du mercure dans de nombreux usages.

## Systématique

### Classification phylogénétique de la tribu desTricholomatae
- Agaricomycètes
  - Boletales, Clade des Bolets
  - Agaricales, Clade des Euagarics
    - Clade IV Marasmioïde
      - Infundibulicybe ssp.

    - Clade V Tricholomatoïde
      - Mycenaceae
        - Tricholomataceae
          - Clitocybae
          - Tricholomateae
            - Tricholoma
              - Tricholoma saponaceum
                - Tricholoma matsutake
                  - Tricholoma aestuans
                    - Tricholoma equestre - Chevalier
                    - Tricholoma pardinum, Position probable
                    - Tricholoma myomyces - Griset
                    - Tricholoma inamoenum
                    - Leucopaxilus albissimus

        - Entolomataceae
        - Lyophyllaceae

### Classification linnéenne
Stipe central, rarement un peu courbé à subexcentré ou oblique sur substrat + - vertical.
Sous-ordre Tricholomatineae : Espèces à chair molle, fibreuse ou non tenace à + - fragile, à revêtement généralement filamenteux ou peu différencié, tout au plus subtrichodermique ou rarement subhyméniforme et presque jamais subcelluleux mais parfois gélifié.
Tricholomataceae : Très grande famille hétérogène. Exclu les espèces à revêtement piléique très différencié (hyménoderme en particulier) et les silhouettes marasmioïdes ou mycénoïdes. Tricholomoïdes + - charnus. Lames d’épaisseur normales, décurrentes adnées ou échancrées. Revêtement non hyménodermique. Silhouette omphaloïde, clitocyboïde  à tricholomoïde. Quelques collybioïdes à spores amyloïdes, basides sidérophiles etc.. Sporée blanche ou crème à ocracé ou rosâtre terne.

#### Ancien taxon
Resupinatus est maintenant dans les Pleurotaceae

## Liste des espèces du genreTricholoma
- Tricholoma acerbum (Bull. : Fr.) Quél.
- Tricholoma acre Peck, Bull.
- Tricholoma aestuans (Fr.) Gill.
- Tricholoma aggregatum (Schaeff.) Cost. & Dufour
- Tricholoma albellum (Fr.) Quél
- Tricholoma albobrunneum (Pers.:Fr.) Kumm.
- Tricholoma albonitens (Fr.) Karst., Hyalinweisser T.
- Tricholoma album (Schaeff.:Fr.) Kummer
- Tricholoma apium Schäff.
- Tricholoma arvernense Bon
- Tricholoma atrosquamosum (Chev.) Sacc.
- Tricholoma aurantium (Schaeff. : Fr.) Rick.
- Tricholoma auratum (Fr.) Gill. ss. Bon
- Tricholoma bakamatsutake Hongo
- Tricholoma bicolor Murrill
- Tricholoma bresadolanum Clémençon
- Tricholoma bufonium (Pers. : Fr.) Gill.
- Tricholoma caeruleum e.g. Lloyd
- Tricholoma caligatum (Viv.) Ricken
- Tricholoma carneolus Fr.
- Tricholoma cingulatum (Almfelt ex Fr. : Fr) Jacob
- Tricholoma cnista Fr.
- Tricholoma colossus (Fr.) Quél.
- Tricholoma columbetta (Fr.) P. Kumm.
- Tricholoma commutatum Hruby n. sp., in herb.
- Tricholoma compactum (Fr.) Karst
- Tricholoma conglomerata Dr. Karl Keissler, in herb.
- Tricholoma coryphaeum(Fr.) Gillet
- Tricholoma dulciolens Kytövuori, T.
- Tricholoma equestre (L.) P. Kumm.
- Tricholoma favillare (Fr.) Karst
- Tricholoma flavum Romell, in herb.
- Tricholoma focale (Fr.) Rick
- Tricholoma fracticum (Britz.) Kreisel
- Tricholoma frondosum Kalamees, in herb.
- Tricholoma fucatum (Fr.) Kumm.
- Tricholoma fulvum (DC. : Fr.) Sacc.
- Tricholoma gausapatum (Fr.) Quél.
- Tricholoma georgii (L.) Quél., maintenant Calocybe gambosa
- Tricholoma glutinosum Bull.
- Tricholoma goniospermum Bres.
- Tricholoma griseum Dennis
- Tricholoma guldenii M. Christensen
- Tricholoma helviodor Pilát & Svrcek
- Tricholoma imbricatum (Fr.) P. Kumm.
- Tricholoma impolitum (Lasch) Ricken, Salziger R.
- Tricholoma inamoenum (Fr.:Fr.) Gill.
- Tricholoma inodermeum (Fr.) Gill
- Tricholoma joachimii M. Bon & A. Riva
- Tricholoma lascivum (Fr.) Gill.
- Tricholoma lasidalum H. Stelin
- Tricholoma malluvium (Batt. ex Fr.) Sacc.
- Tricholoma matsutake (S. Ito & Imai) Sing.
- Tricholoma miculatum (Fr.) Gill.
- Tricholoma myomyces (Pers.) J. E. Lange
- Tricholoma nauseosum (Blytt.) Kytövuori
- Tricholoma nictitans (Fr.) Gill
- Tricholoma obscuratum ad int. Karst.
- Tricholoma orirubens Quél.
- Tricholoma pardinum (Pers.) Quél. (= Tricholoma tigrinum)
- Tricholoma patulum Fr.
- Tricholoma persicinum (Fr.) Quél.
- Tricholoma pessundatum (Fr.) Quél. non ss. Lange
- Tricholoma populinum Lange
- Tricholoma portentosum (Fr.) Quél.
- Tricholoma pravum Fr.
- Tricholoma psammopus (Kalchbr.) Quél.
- Tricholoma pubescens H. von Post, in herb.
- Tricholoma purpurascens H. von Post, in herb.
- Tricholoma pusillus H. von Post, in herb.
- Tricholoma pygmaeus H. von Post, in herb.
- Tricholoma quinquepartitum Fr.
- Tricholoma ramentaceum (Bull. ex Fr.) Ricken
- Tricholoma raphanicum Karst.
- Tricholoma recurvum H. von Post, in herb.
- Tricholoma resplendens (Fr.) Quél.
- Tricholoma robustum (Alb. & Schw. : Fr.) Rick.
- Tricholoma rotundata H. von Post, in herb.
- Tricholoma saevum Gillet
- Tricholoma salero (Barla) Sacc.
- Tricholoma saponaceum (Fr. : Fr.) Kumm.
- Tricholoma scalpturatum (Fr.) Quél
- Tricholoma sciodes (Pers.) Martin
- Tricholoma sejunctum var. viridilutescens (Moser) M.Chrisensen
- Tricholoma squamulosum Fries, in herb.
- Tricholoma squarrulosum Bres.
- Tricholoma stans (Fr.) Sacc.
- Tricholoma stiparophyllum Fr. et Lund
- Tricholoma stygium Romell, in herb.
- Tricholoma subirinum Romell, in herb.
- Tricholoma sudum (Fr.) Quél.
- Tricholoma sulphureum (Bull.) P. Kumm.
- Tricholoma terreum (Schaeff.) Quél. (= Tricholoma myomyces (Pers. : Fr.) Lange)
- Tricholoma transmutans Pk.
- Tricholoma triste (Scop.) Quél.
- Tricholoma ustale (Fr.: Fr.) Kumm.
- Tricholoma ustaloides Romagn.
- Tricholoma vaccinum (Schaeff. : Fr) Kumm.
- Tricholoma variegatus Fr.
- Tricholoma velutinus T ?
- Tricholoma virgatum (Fr. : Fr.) Kumm.